# Altstadtmarkt (Warschau)

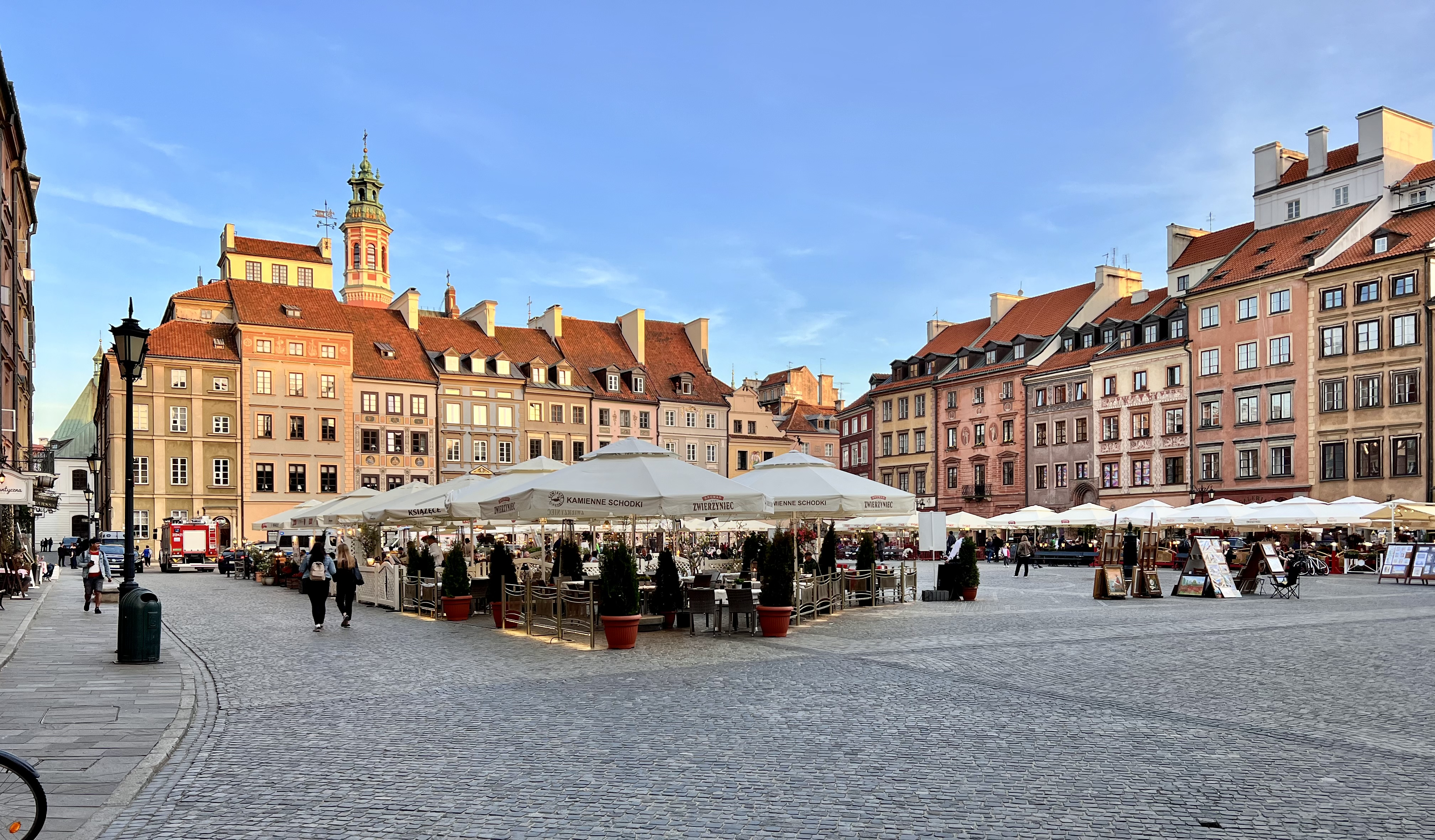
Altstadtmarkt von Norden

Der Altstadtmarkt (auch Ring der Altstadt, polnisch Rynek Starego Miasta) in Warschau bildet das Zentrum der Warschauer Altstadt. Er wurde Ende des 13. Jahrhunderts angelegt und misst 90 Meter mal 73 Meter.

## Geschichte
Der Marktplatz wurde an der parallel zur Weichsel verlaufenden Handelsstraße angelegt. Um 1400 wurde in seiner Mitte das Rathaus errichtet. 1607 wurden zahlreiche Bürgerhäuser am Markt durch einen Brand beschädigt und im Stil der Frühbarocks wieder aufgebaut. 1665 wurden vier Verschwörer des Brüderbundes, darunter Konstanty Kotowski, für den Mord an dem Feldhetman von Litauen Wincenty Aleksander Gosiewski auf dem Marktplatz enthauptet. 1794 wurden drei Verschwörer der Konföderation von Targowica, Piotr Ożarowski, Józef Ankwicz und Józef Zabiełło, auf dem Marktplatz gehängt. Das Rathaus wurde 1817 abgetragen. 1855 wurde in der Mitte des Platzes das Syrenka-Denkmal von Konstanty Hegel aufgestellt, das zum Symbol der Stadt Warschau wurde. 1913 wurde der Markt aus Mariensztat auf den Altstadtmarkt verlegt. Während des Warschauer Aufstands wurde die Bausubstanz des Altstadtmarktes fast vollständig zerstört. Der Wiederaufbau erfolgte in den Jahren 1949–1953. In der Nordseite befindet sich seither das Stadtmuseum.